# اکرن
اکرن (به لاتین: Ekeren) یک منطقهٔ مسکونی در بلژیک است که در آنتورپ واقع شده‌است. اکرن ۲۳٬۰۱۳ نفر جمعیت دارد.

## خواهرخوانده
شهر آندرناخ خواهرخواندهٔ اکرن هست.